# 拝揖
拝揖（はいゆう）とは、朝廷や神道における敬礼動作の名称で、お辞儀、会釈にあたる作法である。

## 区別
頭を下げた時の腰の角度によって区別され、90度を拝、45度を深揖、15度を小揖と言う。
90度以上（叩頭拝）は当時、中国皇帝に対してのみ許された行為であった為、日本国内に公式規定はない。